# Anomioptera bialba
Anomioptera bialba är en tvåvingeart som beskrevs av Marshall 1998. Anomioptera bialba ingår i släktet Anomioptera och familjen hoppflugor. Inga underarter finns listade i Catalogue of Life.